# Titanic Sinclair
 (mai 2019).
Si vous disposez d'ouvrages ou d'articles de référence ou si vous connaissez des sites web de qualité traitant du thème abordé ici, merci de compléter l'article en donnant les références utiles à sa vérifiabilité et en les liant à la section « Notes et références ».
 (janvier 2019).
Pour les articles homonymes, voir Sinclair.
Titanic Sinclair, né le 22 février 1987 à Saginaw, dans le Michigan, est un réalisateur, auteur-compositeur-interprète et acteur américain. 
Il a acquis une notoriété grâce à ses shows informatiques et à ceux de Mars Argo (en) sur leur chaîne YouTube grocerybagdottv.

## Biographie
Sinclair a grandi à Saginaw dans le Michigan, où il est diplômé du lycée Saginaw. Dans une interview, il a déclaré qu'il avait été évité par nombre de ses camarades de classe alors qu'il s'intéressait de plus près à l'art abstrait. Pendant ses études, il a dirigé une chaîne de comédie sur le site Web iFunny avec des amis jusqu'à ce qu'il déménage à Chicago avec son ancienne amie et partenaire, Brittany Sheets, en 2007, pour lancer leur projet commun. Brittany Sheets, également connue sous son nom de scène, Mars Argo, était écrivaine et photographe à cette époque. En 2015, Sheets s'est séparée de lui et il a ensuite déménagé à Los Angeles pour se consacrer à d'autres projets.

### Carrière
En 2007, Sinclair et son ancienne amie et partenaire, Mars Argo, ont commencé à tourner et à publier une série de courts métrages et de sketches abstraits appelés Computer Shows sur leur chaîne YouTube. Ceux-ci concernent principalement des sujets tels que l'Internet et la culture pop moderne. En 2009, ils ont fondé le groupe Mars Argo. À l'origine, ils n'avaient pas l'intention d'écrire leur propre musique, mais ils ont finalement pris cette décision car la musique qu'ils utilisaient pour coder leurs vidéos YouTube était protégée par le droit d'auteur. Selon Sinclair, le groupe Radiohead était une autre source d’inspiration pour écrire leurs propres chansons et enfin publier. Le diffuseur de nouvelles musicales Wondering Sound a décrit le groupe Mars Argo comme étant « une musique associée à une alternative », car leur musique contient en fait des éléments de genres différents. Le duo a sorti son premier album Technology Is A Dead Bird en 2009. Deux ans plus tard, suit l'EP, Linden Place, qui comprend, entre autres, le single Using You. 
En 2015, Sinclair a annoncé sur Twitter que le groupe serait dissous en raison de différends personnels. En conséquence, presque toutes les vidéos de sa chaîne YouTube ont été supprimées.

#### That Poppy
En 2014, Sinclair a rencontré l'américain Moriah Pereira, avec lequel il a lancé son nouveau projet That Poppy la même année, à la suite duquel le personnage de Poppy a finalement émergé. Sinclair produit depuis des vidéos abstraites régulières pour sa chaîne YouTube. Ces vidéos, qui rappellent fortement les shows informatiques de Mars Argo, ont rapidement fait le tour du monde et ont attiré l’attention de nombreux grands portails Youtuber et médias, tels Pewdiepie ou CelebMix. Entre autres choses, Sinclair était responsable de la production du clip vidéo de Poppy pour son single Lowlife, sa vidéo la plus populaire sur YouTube avec 27 millions de visionnages (en 2017).

#### En solo
En 2012, Sinclair a publié son premier album studio Thick Jello. Deux ans plus tard, son deuxième album I have Teeth a suivi. Il a sorti trois singles, dont le single Trust Fund. 
Sinclair a réalisé de nombreux clips vidéo d'artistes tels que Poppy, Børns et Knox Hamilton. 

## Filmographie
- Stepdad - My Leather, My Fur, My Nails (2010)
- Mars Argo - Runaway, Runaway (2013)
- Børns - Electric Love (acoustique) ft. Zella Day (2014)
- That Poppy - Lowlife (2015)
- Børns - 10,000 Emerald Pools (2015)
- Mars Argo - Using You (Official) (2015)
- Titanic Sinclair - Trust Fund (2015)
- Knox Hamilton - Washed Up Together (2016)
- Everyone Dies - Matt Bennett (2016)

## Discographie

### Albums
- Technology Is A Dead Bird (2009)
- Internet Sessions (2010)
- Thick Jello (2012)
- I Have Teeth (2014)

### EPs
- Linden Place (2011)

### Singles
- Pls Don't Forget Me (2012)
- Runaway Runaway (2012)
- Using You (2014)
- Trust Fund (2014)
- Fucking On Fire (2015)
- Losing My Mind (2016)